# Regina Linnanheimo
Regina Linnanheimo (7 septembre 1915 - 24 janvier 1995) est une actrice finlandaise.
Dans les années 1930 elle accumule les premiers rôles. Elle est l'actrice emblématique des films de Teuvo Tulio dont elle sera aussi la scénariste, le bras-droit et l'amante.
En 1946, elle reçoit le Jussi de la meilleure actrice.